# Ernest Bodini
Pour les articles homonymes, voir Bodini.
Ernest Bodini, né le 22 mai 1934 à Neuilly-sur-Seine et mort le 9 février 1980 à Ajaccio, est un footballeur français, qui évolue au poste de milieu défensif à l'AS Monaco et au FC Nantes.

## Carrière
- 1957-1958 :  Perpignan FC
- 1958 :  AS Monaco
- 1958-1962 :  FC Nantes
- 1962-1964 :  AS Cherbourg[2]